# Goran Žuvela
Goran Žuvela (Zuvela), (* 12. října 1948 ve Vela Luka, Jugoslávie) je bývalý jugoslávský zápasník – judista chorvatské národnosti.

## Sportovní kariéra
S judem se seznámil jako student vysoké školy v Záhřebu v 18 letech jako hráč vodního póla. Připravoval se v univerzitním klubu Mladost a jako první chorvatský judista se výrazně prosadil do jugoslávské seniorské reprezentace. V roce 1974 získal senzační titul mistra Evropy v polotěžké váze, první pro jugoslávské a chorvatské judo. V roce 1976 startoval na olympijských hrách v Montreálu s medailovými ambicemi, ale vypadl v prvním kole s budoucí hvězdou polotěžké váhy Belgičanem Robertem Van de Wallem. Sportovní kariéru ukončil po nevydařené kvalifikaci na olympijské hry v Moskvě v roce 1980. Věnuje se trenérské práci v Austrálii kam imigroval polovině osmdesátých let.

## Výsledky

### Váhové kategorie
| Turnaj             | 1971           | 1972           | 1973           | 1974           | 1975           | 1976           | 1977           | 1978           |
| Turnaj             | 23             | 24             | 25             | 26             | 27             | 28             | 29             | 30             |
| Turnaj             | polotěžká váha | polotěžká váha | polotěžká váha | polotěžká váha | polotěžká váha | polotěžká váha | polotěžká váha | polotěžká váha |
| ------------------ | -------------- | -------------- | -------------- | -------------- | -------------- | -------------- | -------------- | -------------- |
| Olympijské hry     |                | —              |                |                |                | úč.            |                |                |
| Mistrovství světa  | úč.            |                | úč.            |                | —              |                |                |                |
| Mistrovství Evropy | ?              | ?              | ?              | 1.             | ?              | 3.             | ?              | úč.            |

### Bez rozdílu vah
| Turnaj            | 1971 | 1972 | 1973 | 1974 | 1975 | 1976 | 1977 | 1978 |
| Turnaj            | 23   | 24   | 25   | 26   | 27   | 28   | 29   | 30   |
| ----------------- | ---- | ---- | ---- | ---- | ---- | ---- | ---- | ---- |
| Mistrovství světa | úč.  |      | úč.  |      | —    |      |      |      |